# 中途島號博物館

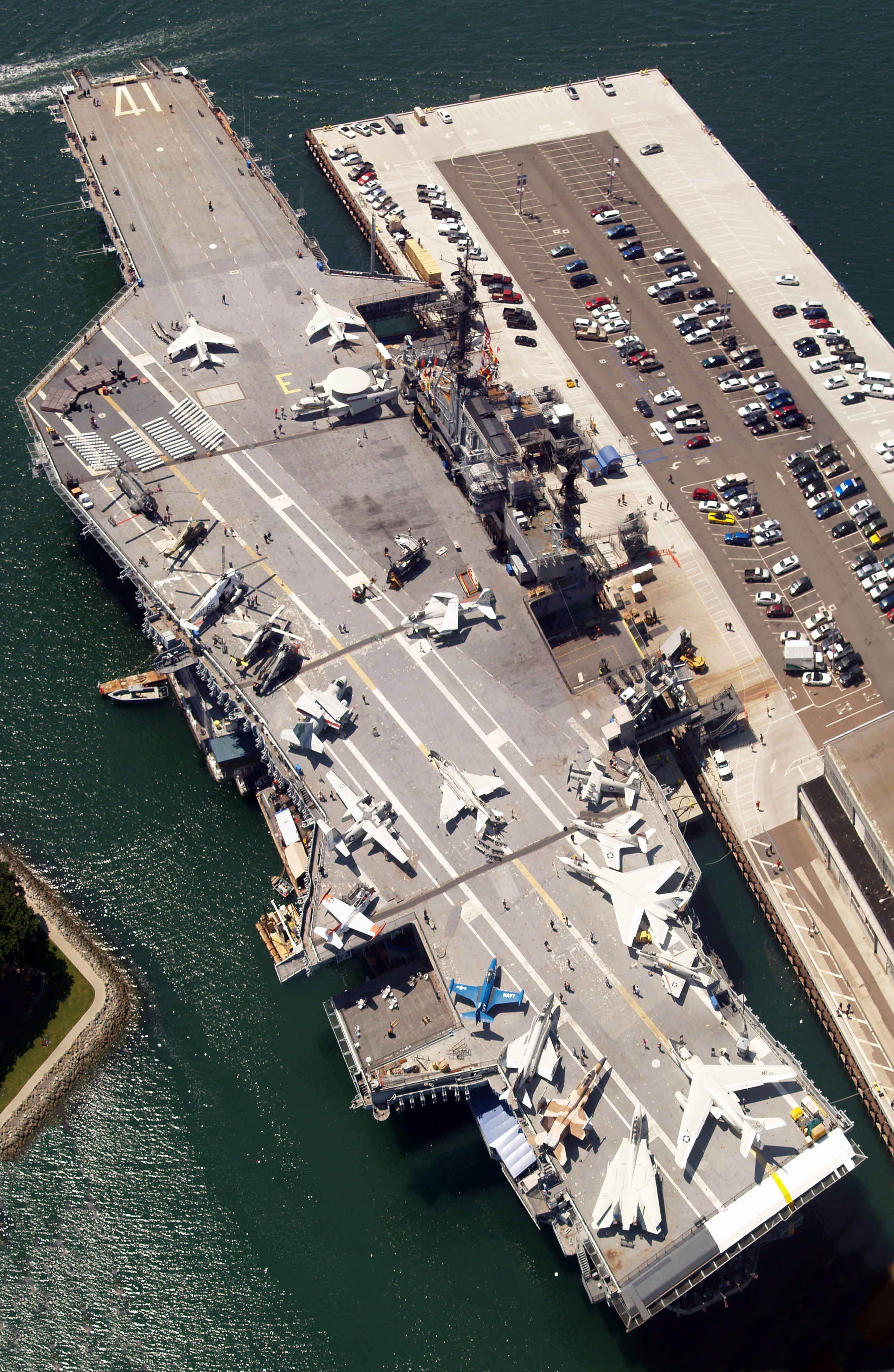
中途岛号航母博物館甲板展区。

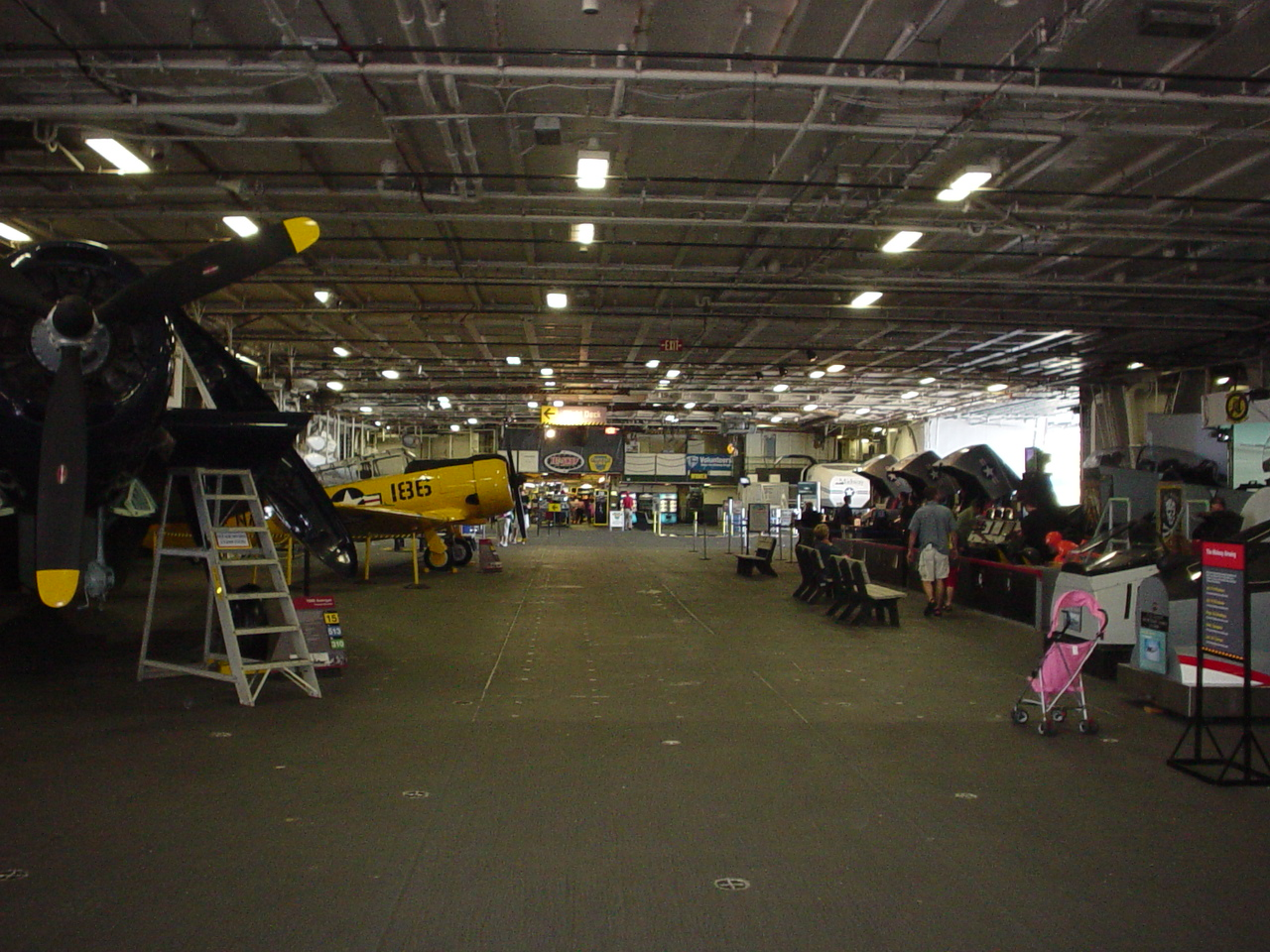
中途岛号航母机库的主要展区。

中途岛号博物馆（英語：USS Midway Museum） 是一个位于聖地牙哥市区海军基地的海事博物館。 博物馆的主体是中途島號航空母艦，在它的里面收藏了大量南加州制造的飞机。 
中途島號在1992年退役，並在1997年除籍。美國海軍在2003年將中途島號捐贈給民間組織，改裝為博物館艦。博物館在2004年6月於加州聖地牙哥開放。

## 历史
中途岛号曾经是美国20世纪服役最长的航母，服役时间从1945年到1992年，大约20万海军士兵曾经在它上面服役。这期间，它创造了数次海军航空的突破，也参与了一些人道主义任务。 它也是唯一从冷战开始到冷战之后期间都在服役的航母。现在，它停靠在美國海軍戰鬥機武器學校的故乡，圣地亚哥。
中途岛号在2004年6月7日作为一个博物馆开放。 截止2012年，它迎接了大约1百万游客。 2015年， 中途岛号成为美国最受欢迎的海军战斗博物馆。 
该博物馆收藏了13000多件物品，每年举办700多个活动，其中有400多个是海军退役仪式、再入伍仪式、服役部队变动仪式。 它每年也会接待大约50000个参加实地考察的学生和大约5000个孩子。 
该博物馆提供免费的语音导览，由曾在中途岛号服役的的老兵录制，他们讲解了中途岛号上的60多个地点，包括寝室、发动机房、画廊、禁闭室、邮政办公室、飞行员准备室、办公室、飞行控制室等。 游客也可以进入飞机驾驶舱、观看讲解影片、体验飞行模拟器。 此外，还有针对青少年的语音讲解。 
中途岛号位于圣地亚哥的海军港。 那里有300多个泊车位。它离公共交通枢纽和圣地亚哥其他的海滨景点很近，可以步行抵达。 中途島號博物館 每天上午 10:00 至下午 5:00 开放。
中途岛号不仅会举办私下活动，近年来，它也成为热门的媒体取景点。2012年，它举办了全国直播的美国国家大学体育协会篮球赛。 这场比赛是圣地亚哥州立大学对阵雪城大学。 美國偶像、旅行网络、探索频道、福克斯新闻网、鑽石求千金、改头换面、历史频道、军事频道都曾经在中途岛号拍摄节目。
2016年6月，美國職棒小聯盟屬於高階1A層級的加州聯盟與卡羅萊那聯盟舉行全明星賽，中途島號博物館被相中成為全壘打大賽的場地。

## 引用
1. ↑  Ogden, Bob. Aviation Museums and Collections of North America, Sudbourne, England, 2007. ISBN 978-0851303857.
2. ↑  Parker, Dana T. Building Victory: Aircraft Manufacturing in the Los Angeles Area in World War II, Cypress, CA, 2013. ISBN 978-0-9897906-0-4.
3. ↑  McGaugh, Scott. . New York: CDS Books. 2004.
4. ↑  Perry, Tony. . Los Angeles Times. 2015-08-29  [2015-09-08]. （原始内容存档于2021-05-12）.
5. 1 2  .   [2013-03-05]. （原始内容存档于2011-02-25）.
6. ↑  .   [2022-08-23]. （原始内容存档于August 22, 2022） （英语）.
7. ↑  . NOWnews. 2016-04-19  [2016-04-20]. （原始内容存档于2016-09-25）.
8. ↑  . CBS. 2016-04-19  [2016-04-20]. （原始内容存档于2016-05-31）.